# 2025 في ليبيا
تحتوي هذه المقالة على أهم الأحداث التي شهدها ليبيا في 2025م، إضافة إلى أهم الشخصيات الليبية المولودة والمتوفية في هذه السنة.

## الحكم
ا

## الأحـداث
ا

## رياضة
ا

## كتب
ا

## أفلام
ا

## مسلسلات
ا

## موسيقى
ا

## الجوائز
ا

## وفـيات
ا